# イカロス (制作プロダクション)
株式会社イカロス（英: IKAROS Co.ltd）は、日本テレビグループに属する映像制作プロダクションである。
前身は、読売新聞グループの「読売映画社」と「読売スタジオ」。

## 沿革

### 読売映画社
- 1947年 - 国際映画として設立し、読売国際ニュースの劇場映画を上映。
- 1950年 - 社名を読売映画社に変更。
- 1953年 - 日本テレビ放送網の開局に伴って誕生した「讀賣テレビニュース」（3社ニュース枠）の製作に携わる。その後3社枠の解消後、夕方と深夜の帯番組の製作にも関わり、タイトルに「協力:読売映画社」のクレジットを入れる。
- 1964年 - 記録映画『東京オリンピック』（市川崑監督）の総合プロデュースを担当

### 読売スタジオ
- 1949年 - 秀英社（同音異字の集英社、および千葉県に所在する同名の印刷会社とは全く関係ない）として発足
- 1954年 - 読売映画社との資本関係を結ぶ
- 1974年 - 読売新聞市ヶ谷ビル誕生に伴いオフィス移転。読売スタジオに社名変更
- 1985年 - ビデオ事業に進出

### 読売映像
- 2000年 - 読売映画社と読売スタジオの合併（存続会社は読売映画社）により設立
- 2002年 - CSチャンネル「G+ SPORTS & NEWS」（現：日テレジータス）のプロダクション業務を受託（2012年からはマスター運営も受託）
- 2005年 - 本社を東新橋に移転する

### イカロス
- 2014年 - 読売映像がイカロスに社名変更。日本テレビホールディングスの子会社となり、日本テレビグループ入りする。
- 2022年3月 - 日テレグループ再編に伴い、全株が日テレアックスオンに移動し、同社の完全子会社となる。

## 役員
- 代表取締役社長：平石浩章
- 取締役：石井隆
- 非常勤取締役：加藤幸二郎、若月寿朗、佐藤悌
- 監査役：鈴木淳―郎

### 元役員
- 取締役：鈴木武夫、小山啓、政橋雅人、福士千恵子、梅原幹、花房秀治、中村英明、玉井忠幸、畔柳裕、佐藤大太郎、永井秀樹

## 主な作品
（凡例）太字：現在放映中また継続中（特番の場合）の番組・これから放映される番組。無：制作・編集担当の全般、編：ポスプロのみ担当。特に記述がない場合は日テレで放送。